# Lorenzo Insigne
Lorenzo Insigne (Nàpols, 4 de juny de 1991) és un futbolista professional italià que juga d'extrem esquerre o de mitja punta, actualment al Toronto FC de la MLS i a la selecció italiana.

## Biografia
Va néixer el 4 de juny de 1991, a Nàpols, té dos germans, Roberto i Antonio. Els seus pares sempre van fer el màxim perquè el seus fills tinguessin el que és necessari i van anar on calia per poder jugar a futbol.
Es va casar l'any 2012 amb Genoveffa Darone i té dos fills. El seu primer fill Carmine el va tenir el 4 d'abril del 2013 i el segon Christian el 13 de març del 2015.
Es va criar en els carrers de Nàpols, per tant les opcions de ser de l'equip local eren molt grans, i des de petit era un somni per ell jugar en el seu equip preferit.
Des de ben jovenet va anar jugant a diferents clubs, fins a arribar a l'Olimpia Grumese.
Des que va començar jugar a futbol ha tingut un gran obstacle en la seva vida futbolística, la seva altura sempre ha sigut inferior a la mitjana, per tant té més dificultats en el un contra un (el regat). Això li va barrar el pas a equips grans com la Juventus FC i l'Inter de Milà, malgrat que va poder superar-ho i arribar a equips importants com ara el Nàpols (equip actual del jugador).
El Nàpols el va comprar amb 15 anys quan estava a l'acadèmia Olimpia Grumese per 1.500 euros. Després de la seva presentació el club Italia en el 2010 el van cedir al Foggia, va marcar 19 gols en 33 partits, en la temporada 2011/12 el van cedir el Pescara, amb 18 gols en 37 partits. Va tornar en la temporada 2012 amb un contracte fins a 2017 pel Nàpols. I actualment el seu contracte en el Nàpols és fins a l'any 2022. En el Nàpols va mantenir una gran amistat amb un jugador molt conegut pel seu talent, Higuain, un jugador important en la selecció d'argentina.

## Carrera infantil
Primer va començar jugant a l'equip del barri, va entrar gràcies al seu germà gran, ja que en teoria anaven el seu germà a fer les proves pel club, i l'Insigne anava per veure com jugava el seu germà. Insigne va aconseguir que els entrenadors el deixessin entrar, els va impressionar i es va quedar jugant amb els nens grans. Quan ja era més gran va estar jugant un gran període a l'Olimpia Grumese des de 2006 fins al 2010. I a posterior va anar al Nàpols l'any 2010.

## Carrera professional
El primer equip professional al qual va pertànyer va ser el Nàpols de primera i encara hi forma part, però el van cedir tres vegades a equips d'inferior divisió actualment. La temporada 2009/10 va arribar al Nàpols i el van cedir el Cavese, la següent temporada 2010/11 va tornar al Nàpols i va tornar cedit al Foggia, al 2011/12 torna al Nàpols i per tercera vegada cedit seguides, se'n va cedit el Pescara. Va tornar al Nàpols a la mateixa temporada i fins ara, actualment segueix al Nàpols.

## Palmarès
Pescara
- 1 Serie B: 2011-12

SSC Napoli
- 2 Copes italianes: 2013-14, 2019-20
- 1 Supercopa italiana: 2014

Selecció Itàlia
- 1 Eurocopa: 2020

## Curiositats
El gran jugador del Nàpols que tothom pensa que sempre ha estat el millor va tenir un període de crisi, va coincidir que cap equip el volia, ja que en el futbol a part de qualitat amb la pilota, es necessita cos i altura, i ell era i és bastant baixet.
El seu jugador a seguir era Del Piero, ja que el seu futbol era espectacular, pels seus espectaculars tirs de falta, per la seva professionalitat i per què mai discutia amb altres jugadors a dintre i fora del camp.
Quan va arribar al seu primer equip necessitava unes botes, a ell li agradaven les botes del fenomen Ronaldo, però el seu pare volia que comprés les del Maradona, ja que era l'època en què jugava en el Nàpols. Un dia el seu pare i ell va anar a comprar unes botes per l'Insigne, van donar moltes voltes, ja que no trobaven les botes del Ronaldo de la seva talla, fins que les van trobar, i per a l'Insigne és un record de per vida.